# Товариство «Сокіл» (Україна)
«Сокіл» — українське патріотичне тіловиховне та руханкове товариство. Засновані в різний час у Галичині та Наддніпрянщині. Зразком були чеські та польські патріотично-гімнастичні товариства на теренах тодішньої Австро-Угорщини. Діяло з 1894 по 1940 роки.

## Галицький «Сокіл»

### Символіка

Сокільська відзнака Лева. 1914 р.

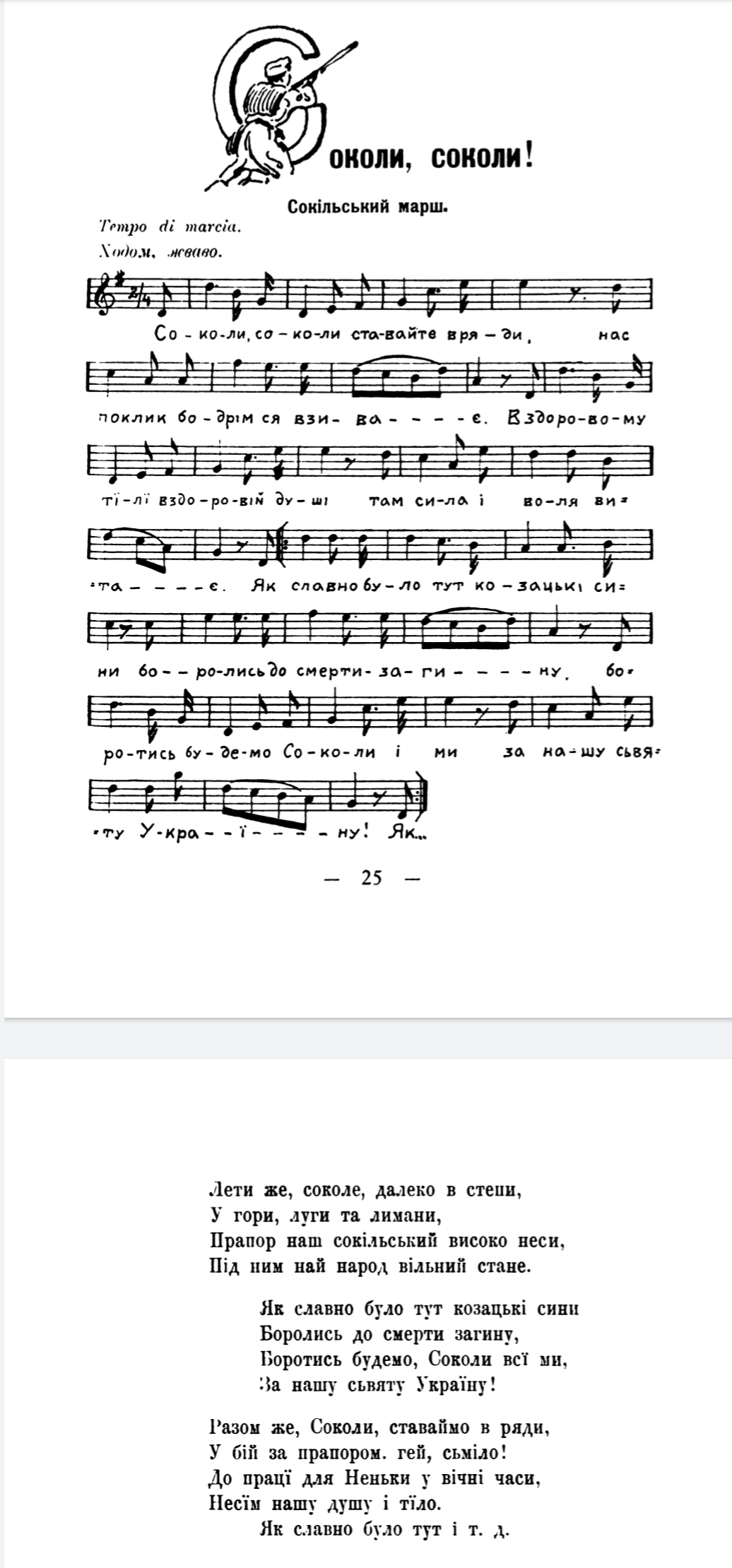
Пісня «Соколи, соколи, ставайте в ряди» («Сокільський марш») Ярослава Ярославенка з віденського видання 1916 року.

«Сокіл» мав прапор малинового кольору, на одному боці якого зображений золотий лев, що спирається на скелю, герб Галицької землі, на іншому — загальна емблема товариства: птах-сокіл з тягарцями (гантелями) в кігтях як символ швидкості, витривалості, сили. Гімн — «Соколи! Соколи!». У 1907-му з'явилася велика емблема товариства: схематичний щит з горизонтальним штрихованням синього кольору, який з лівого верхнього кута у правий нижній перетинала краплена смуга жовтого кольору. У центрі щита містився напис «Сокіл». Щит обрамлював плющ, зверху над ним зображувався сокіл, що повернув голову на захід, з розпростертими крилами.

### 1894—1939
Український «Сокіл» постав 11 лютого 1894 р. у Львові (Польське товариство гімнастичне «Сокіл» у Львові — 1867 р.; до нього належали й дехто з українців). Статут товариства був заснований на чеському статуті товариства «Сокіл», територією діяльності були Галичина й Буковина. Перший голова Василь Нагірний (до 1900 р.), справник — Володимир Лаврівський (обидва піонери сокільського руху). Метою товариства «Сокіл» — виховувати в українському народі єдність, народну силу й почуття честі шляхом плекання фізкультури, а разом з тим витривалість, рухливість, підприємність, розуміння праці у спільному гурті, дисципліну.

Львівські соколи перед виїздом до Праги на VI Всесокільський злет. Зліва направо — у 1-му вікні вагона: Т. Гвоздецький, Юрій Боднар; 2-му вікні: Франтішек Коргонь, Йосиф Доманик; 3-му вікні: Степан Гайдучок до якого стоячи на пероні звертається Іван Боберський; 4-му вікні: Олександр Гошовський. На пероні зліва направо — 2-й: Степан Гасюк, 5-й: Гузар, 6-й: Федусевич. Львів, головний залізничний вокзал.

За ініціативою Альфреда Будзиновського «Сокіл», поряд руханки і змагань, присвятив увагу пожежній справі (до 1932 р.), мандрівництву, а також фехтуванню, наколесництву (велосипедному спортові), з 1912 р. — вправам у стрілянні. Великі заслуги для розбудови «Сокіл» поклав Іван Боберський, з 1901 р. — керівник учительського гуртка «Сокіл», 1908 р. — голова товариства «Сокіл». Тоді ж «Сокіл» поширив свою діяльність на всю Галичину: по містах виникли переважно руханкові філії «Сокіл» (перший засновано 1902 р. у Станиславові), по селах — руханково-пожежні філії (також: «гнізда») під назвами «Січ» або «Сокіл» (вибір назви залишався за засновниками філій).
Зростання числа «Соколів» і «Січей», об'єднаних у централі «Сокіл-Батько» (з 1909 р. назва централі у Львові), таке:
- 1902 р. — 6
- 1903 р. — 70
- 1905 р. — 243
- 1907 р. — 373
- 1910 р. — 601
- 1914 р. — 974

Найгустішою була мережа у Львівському повіті й на Поділлі, рідка — на Покутті й Буковині (2 клітини), на яких насамперед була поширена організація «Січ»; кількість членів бл. 33 000. Додатком до тіловиховної діяльності «Сокіл» було плекання співу, музики, аматорського театру тощо. З 1912 року «Сокіл-Батько» організував Стрілецькі сокільські курені (організатор Сень Ґорук); тому зустрічається назва — Руханково-стрілецьке товариство «Сокіл».

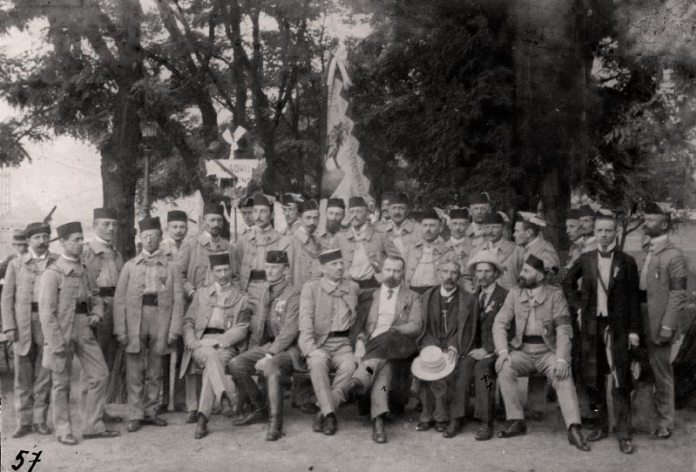
Українські соколи на VI-му Всесокільському злеті у Празі. Зліва направо — 1-й ряд: Михайло Волошин — другий містоголова (заступник) «Сокола-Батька», Франтішек Коргонь — член «Сокола-Батька», Антін Гарасимів — голова «Сокола» у Стрию, Микола Міхновський — громадський діяч, адвокат з Харкова, Н, Гриць Мазуркевич з Києва, Льонгин Цегельський — перший містоголова «Сокола-Батька»; 2-й ряд: Софрон Ференцевич, Н, Іван Панич, Богдан Гарасимів — член «Сокола» у Стрию, Теофіл Остапюк — член «Сокола» з Тернополя, Осип Доманик, Любомир Огоновський, Володимир Гузар — хорунжий, Мирон Федусевич — хорунжий, Микола Кривецький — хорунжий, Юрій Боднар із села Свистільники, Петро Пньовський, Олекса Павлюк, Т. Гвоздецький, Н, Н, Н, Степан Гайдучок, Омелян Гузар, Микола Буфан, Н, Іван Боберський — голова «Сокола-Батька».

Як і тіловиховна організація «Січ», «Сокіл-Батько» влаштовував масові здвиги: окружні (перший у Стрию 1906 р., в Тернополі 1910 р.) — і крайові (у Львові — 1911, 1914 рр.). Шевченківський здвиг відбувся на площі «Сокола-Батька» — «Українському городі» 28 червня 1914 р. — і був масовою маніфестацією близько 12 000 членів «Соколу», «Українського Січового Союзу», «Пласту» та спортових дружин. У 1912 р. український «Сокіл» брав участь у Всеслов'янському сокільському здвизі у Празі з нагоди 50-ліття чеського «Соколу».
Крім згаданих, серед визначних діячів «Соколу» до 1914 р. були: Клим Ґутковський, Ю. Вінцковський (голова секції фотографічної і велосипедичної), Ярослав Вінцковський (псевдонім Ярославенко, композитор сокільських пісень та гімну «Соколи, соколи, ставайте в ряди»), М. Волошин, Й. Доманик, Левко Лепкий, Р. Дигдалевич, Ціпановський та ін.
У 1903 році Товариство відмовилося від субвенції в 100 корон, які йому надавав Крайовий виділ при умові представлення балансу Товариства. Причиною відмови була значна вартість його написання.
Надалі працю «Соколу» унеможливила війна, пізніше утруднювала польська влада (до 1921 працювала лише централя «Сокіл-Батько»): не дозволила поширення «Сокіл» на північно-західних землях і на Лемківщині, а нові закони про товариства 1933 загальмували і розвиток товариства «Сокіл». Врешті у 1938 відібрано найкращу українську площу в Галичині ніби-то «для військових цілей» — площу «Сокіл-Батько» у Львові. Це вплинуло на зменшення членства «Сокіл» (числа приблизні):
- 1923 р. — 37
- 1927 р. — 493
- 1929 р. — 486
- 1934 р. — 370
- 1936 р. — 233 (з 23 000 чл.)
- 1939 р. — до 300 з близько 35 000 чл..

З 1933 р. «Сокіл» перетворився на 3-ступневу організацію: «Сокіл-Батько», повітові осередки і місцеві гнізда. Тоді, крім руханки, більше уваги звертали на спорт-ігри (кошиківка (баскетбол), копаний м'яч (футбол)) та спротзмагання (легка атлетика, бокс та ін.), якою керувала спортсекція (голова Осип Навроцький), що при ній гуртувалися і спортклуби Галичини, які створили 1925 р. Український Спортовий Союз. По його ліквідації (1937 р.) польською владою «Сокіл-Батько» знову став спортцентралею. У 1923 р. він влаштував «Запорізькі ігрища», у 1934 — скликав III Крайовий здвиг. Далі він влаштовував різні сокільські окружні здвиги і виступи, провадив інструкторські курси (переважно під проводом членів, які відбули вишкіл у «Соколі» чи спортклубах у Чехії).
Серед діячів «Сокола» у 1920-х — 1930-х роках (крім довоєнних) фігурували Микола Заячківський (головував у 1922—1933 рр.), М. Хронов'ят (1933—1939), Степан Гайдучок, Михайло Тріль, Іван Мриц (голова лещетарської (лижної) секції), Михайло Галібей, Я. і Е. Благітки, Т. Білостоцький, Е. Жарський, А. Палій та ін.
Видавнича діяльність товариства «Сокіл»: журнал «Вісти з Запорожа» (1910 — 14; ред. І. Боберський), «Сокільські Вісти» (1928 — 39); сокільські календарі (перші видані В. Лаврівським з 1894) та ряд книжечок (з 1935 вони виходили в «Сокільській Бібліотеці» (з ділянки спорту, руханки і посібники для праці в «Сокіл» — В. Лаврівського, А. Будзиновського, І. Боберського, С. Гайдучка, М. Тріля, О. Верхоли, Е. Жарського, Я. Благітки, Тараса і Петра Франків, Д. Навроцької, Дарії Сіяк, К. Суховерської, І. Мрица та ін.

## Наддніпрянський «Сокіл»

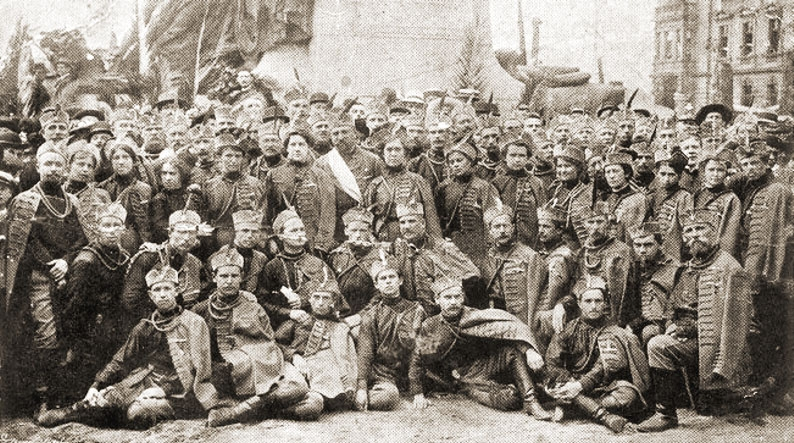
«Сокіл» на чолі з О. С. Гижицьким біля університету Палацького. 1912

Сокільський рух на території Російської імперії поширився з Волині в 1870-х роках XIX століття. Офіційно владою осередки були визнані та затверджені 1907 року. На території нині українських земель, котрі входили до складу РІ, «Сокіл» був частиною загальноімперського «Сокільського союзу», першим головою котрого став член Держдуми III скликання від Подільської губернії Олександр Гижицький. На першому Всеросійському злеті голів сокільських підрозділів Україну представляли очільники найвпливовіших громад місцевих «Соколів» — Києва, Одеси (з 1907), Катеринослава, Харкова (від 1908), Полтави та Чернігова (з 1909 р.). До «Союзу Слов'янського сокільства» СРС приєднався наприкінці 1912 року.
Поширення в Російській імперії в кінці XIX — початку XX століття сокільського спортивного руху сприяло розвитку футболу, гімнастики, легкої та важкої атлетики, тенісу і надалі створенню Всеросійських ліг з цих видів спорту, а популяризація олімпійського руху призвела до того, що був заснований Російський олімпійський комітет до котрого ввійшли три представники «СРС». Відбулося впровадження сокільської гімнастики в сферу освіти і у військову галузь. З перших днів I СВ соколи були залучені до державної ініціативи по мобілізації гімнастичних і спортивних товариств та брали безпосередню участь у бойових діях на фронті. 1914 і 1915 року чисельність товариств «Сокіл» досягла найвищого рівня. У 1917 році їх кількість значно зменшилась.
Сокільські гімнастичні товариства також відіграли важливу роль та мали значний вплив на розвиток фізичної культури та спорту на території СРСР у 1920-х — 1930-х роках. Проте з 1923 року в Союзі відбулася заборона та ліквідація «Соколу», вибудова нових ідеологічних цінностей.

## В еміграції, 1922—1940 рр.

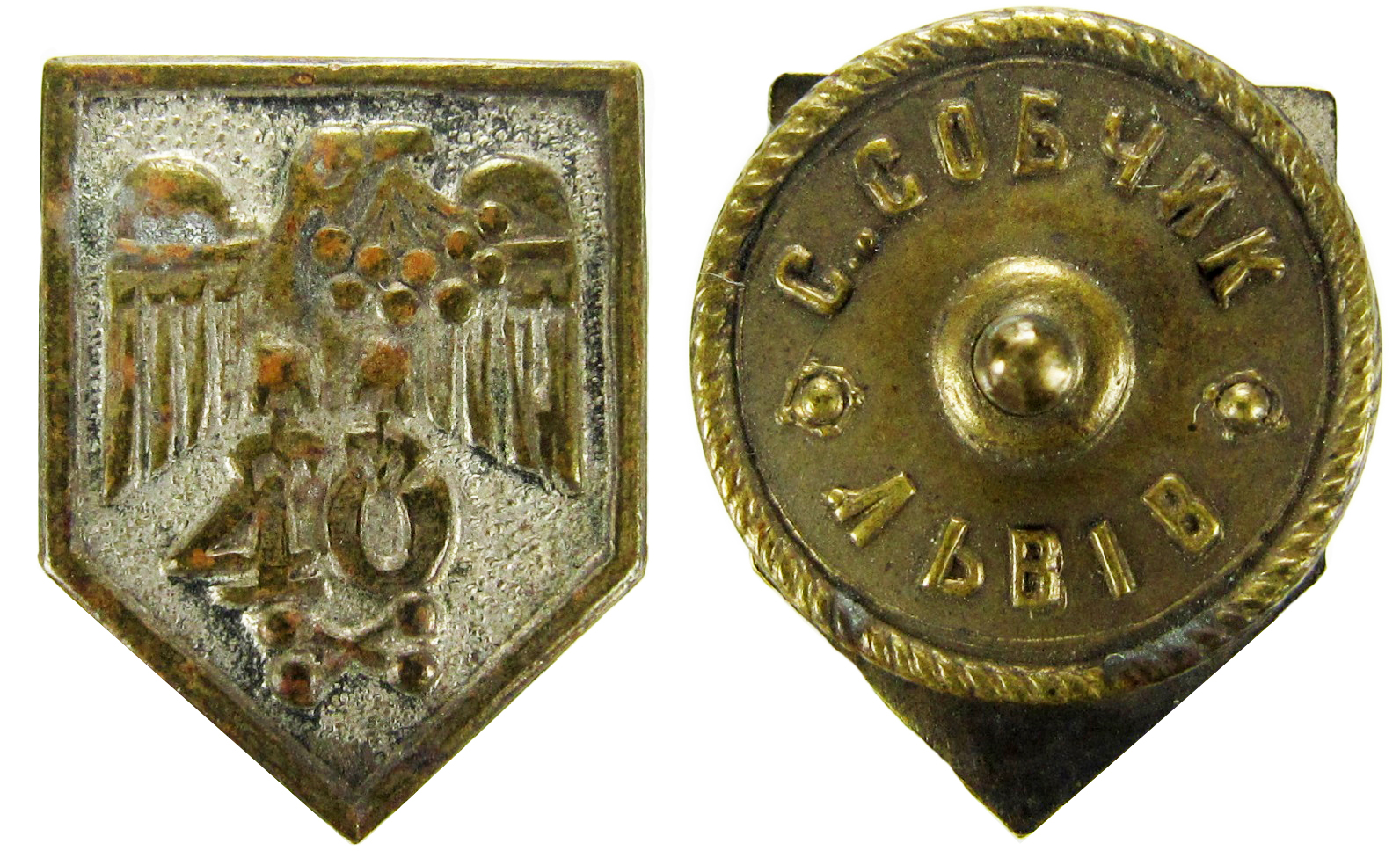
Патріотична відзнака до 40-ліття утворення «Сокола». Майстер С.Собчик у Львові. Колекція Національного музею історії України.

Соколи за межами України починають свою історію від 1922-го у ЧСР. Рухом займалися як емігранти з Наддніпрянської України, так і галичани, які приїздили на навчання до місцевих та українських навчальних закладів. Починаючи з 1922, постав ряд сокільських організацій у Подєбрадах, Празі, Пршібрамі, Ржевніцах, Ліберці та ін. Опісля попередньої кропіткої діяльності 7 лютого 1926 р. відбулись установчі збори, на яких було ухвалено заложити руханкове товариство «Український Сокіл» у Подєбрадах. Велику організаційну роль у цьому відіграв Михайло Єреміїв. У жовтні 1926 р. при чеському гімнастичному товаристві «Нуслі» в Празі створено українське руханкове товариство «Сокіл», як філію «Сокола-Батька» у Львові, на чолі з Олексою Яблонським. 13 березня 1927 р. у Подебрадах відбувся з'їзд представників із Подєбрад, Пржибрам, Праги і Брно на якому засновано Союз Українських сокільських організацій в Чесько-Словацькій Республіці (об'єднував 5л. 500 чл.). Український «Сокіл» в Чехо-Словаччині брав участь у чеських сокільських здвигах (інколи і репрезентував крайовий «Сокіл»), підтримував зв'язки з «Сокіл-Батько» і з І. Боберським, який жив у Канаді, та (з 1932) в Юґославії. Опісля окупації Чехословаччини український «Сокіл» не існував — нова влада запропонувала українцям влитися до якоїсь націоналістичної чи гетьманської організації проте сокільство, задекламувавши ідею аполітичності, наприкінці травня 1940 р. ухвалило рішення саморозпуститися. В інших країнах українського поселення український «Сокіл» досяг значного розвитку в Аргентині (централя в Буенос-Айресі з кількома філіями); в Юґославії українці належали до югославського товариства «Сокіл» (до 1940). Не мав успіху український «Сокіл» ні в Канаді, ні в США, хоч там діяли досить сильні чеський і польський товариства «Сокіл»; проте діяв у США «Сокіл» закарпатських русинів.

## Видання
- Журнал «Сокільські Вісти». — Л., 1928—1939
- Календарі «Сокола-Батька»

## Сокільство в незалежній Україні
У жовтні 2006 року силами Тараса Скиби, Івана Калинича, Ярини Вайди і Богдана Стадника була створена (відновлена) громадська організація «Сокіл» з першим осередком у Львові. Організація декларувала продовження справи українського «Сокола» першої половини XX ст., що був заборонений радянськими окупантами у 1939 році. Головним партнером ВГО «Сокіл» виступила ВО «Свобода».
Напрямком розвитку сокільства, не пов'язаним з діяльністю ГО «Сокіл», є педагогічна технологія «Українське Сокільство», автором якої є педагог, автор численних книг і статей Роман Петрович Расевич.